# Taeniopteryx hubaulti
Taeniopteryx hubaulti är en bäcksländeart som beskrevs av Aubert 1946. Taeniopteryx hubaulti ingår i släktet Taeniopteryx och familjen vingbandbäcksländor. Inga underarter finns listade i Catalogue of Life.